# Rescate al amanecer
Rescate al amanecer (en inglés Rescue Dawn) es una película dramática de guerra de 2006 dirigida por Werner Herzog, basado en un guion adaptado del documental de 1997, Little Dieter needs to fly. El filme está protagonizada por Christian Bale, y se basa en la historia real del piloto germano-estadounidense Dieter Dengler (1938-2001), que fue derribado y capturado por los pobladores y simpatizantes del Pathet Lao durante una campaña militar estadounidense en la guerra de Vietnam. Steve Zahn, Jeremy Davies, Pat Healy y Toby Huss también tienen papeles principales. El proyecto de la película comenzó a filmarse en Tailandia en agosto de 2005. Los productores ejecutivos fueron Freddy Braidy, Jimmy de Brabant, Michael Dounaev y Gerald Green, entre otros.

## Trama
El teniente Dieter Dengler (Christian Bale), es un alemán que creció en los Estados Unidos, y se hizo piloto de la Armada de los Estados Unidos asignado al escuadrón VA-145 estacionado en el portaaviones USS Ranger, y quien es derribado en su A-1 Skyraider sobre Laos en febrero de 1966 en una operación secreta dentro de la guerra de Vietnam. Dengler sobrevive al aterrizaje forzoso solo para ser perseguido y finalmente capturado por el grupo nacionalista-comunista Pathet Lao mientras buscaba agua. Más adelante es llevado ante el gobernador de la provincia (François Chau), quien le ofrece clemencia y libertad si firma un documento que condena la guerra que los Estados Unidos sostienen en la región, pero él se niega. El piloto entonces es torturado y llevado a un campo de prisioneros. Allí conoce a dos pilotos militares estadounidenses cautivos, Gene DeBruin (Jeremy Davies) y Duane W. Martin (Steve Zahn), que han estado en cautiverio durante años, también están prisioneros tres tailandeses y un chino. Dengler comienza la planificación de un escape ante la incredulidad de sus compañeros de cautiverio, que han sido oprimidos por la tortura física y psicológica por los guardias del campo. Además de que sospechan de que los guardias los van a matar ya que escasamente los alimentan.
Con el tiempo todos los presos están de acuerdo en escapar a principios de julio de 1966 cuando comienza la temporada de lluvias, sólo Dengler y Martin siguen adelante con el plan, que consiste en desarmar a los guardias e internarse en la jungla, los otros prisioneros desaparecen y no se les volvió a ver en el resto de la película. Dengler y Martin tratan de llegar al río Mekong para cruzar a Tailandia, pero Martin es asesinado a machetazos por una turba de aldeanos enojados. Finalmente, Dengler es rescatado por un helicóptero estadounidense, pero es retenido por agentes de la CIA en un hospital militar debido a la naturaleza secreta de su misión donde lo interrogan. Antes de que la CIA lo traslade a Guam a continuar con los interrogatorios, Dengler es visitado por sus compañeros del escuadrón quienes secretamente le llevarán de vuelta a su nave, donde es acogido como un héroe por la tripulación encabezada por el Almirante Berrington (Marshall Bell).

## Reparto

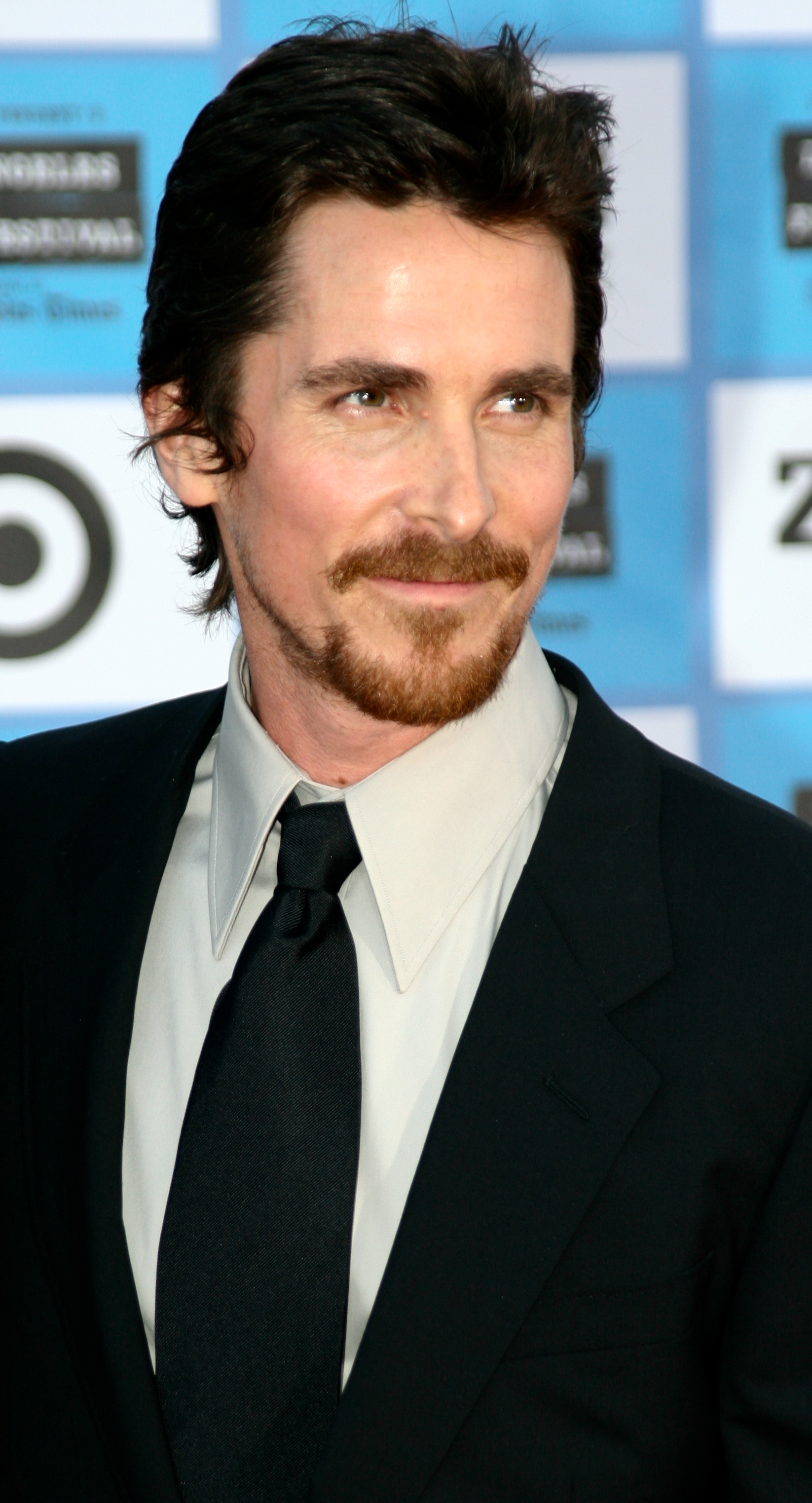
Christian Bale

- Christian Bale como Dieter Dengler.
- Steve Zahn como Duane W. Martin.
- Jeremy Davies como Eugene DeBruin.
- Marshall Bell como el almirante Berrington.
- François Chau como el gobernador de la provincia.
- Craig Gellis como el cabo.
- Zach Grenier como el líder de escuadrón.
- Pat Healy como Norman.
- Toby Huss como Spook.
- Yuttana Muenwaja como Caballo Loco.
- Teerawat Mulvilai como el Pequeño Hitler.

## Filmación
La película se rodó en 44 días en Tailandia. En la preparación de sus papeles los actores que interpretan a los prisioneros de guerra pasaron varios meses perdiendo peso. Dado que el aumento de peso se consigue más rápidamente que la pérdida de peso, la película se produjo a la inversa y poco a poco los actores recuperaron plenamente su peso durante el transcurso del filme. La película incluye la primera aparición importante de efectos visuales digitales en la carrera de Herzog. Debido a que quedan muy pocos A-1 Skyraiders auténticos los disparos al avión de Dengler se crearon digitalmente, aunque el accidente fue una acción en vivo.

## Exactitud histórica

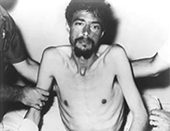
Dieter Dengler en 1966.

La película describe a seis prisioneros en el campamento, mientras que en la vida real eran siete. Herzog dice que encontró que el guion iba a ser difícil con siete personajes y que seis era un número más manejable.
Jerry DeBruin, hermano de Gene DeBruin (interpretado por Jeremy Davies), creó un sitio web donde critica a Herzog y a la película, alegando que varios personajes y los acontecimientos se han retratado falsamente. En el mismo sitio web, Pisidhi Indradat, el otro sobreviviente del grupo, también ha declarado que la película contiene inexactitudes. El sitio web afirma que durante su encarcelamiento, DeBruin enseñó a sus compañeros de celda inglés, compartió su comida e incluso regresó después de escapar a ayudar a un compañero de celda lesionado. En la película, Dengler formula todo el plan de escape junto con quitarse las esposas con el clavo. Según Jerry DeBruin, los prisioneros esperaron durante dos semanas antes de decirle a Dengler el plan de fuga, que había sido concebido antes de su llegada.
Herzog reconoció que DeBruin actuó heroicamente durante su encarcelamiento, negándose a salir, mientras que algunos presos enfermos permanecieron. Algunos de estos hechos no los sabía Herzog hasta después de la película se había terminado. Sin embargo, Pisidhi Indradat y Jerry DeBruin hicieron varios intentos para reunirse con Herzog para asegurar la precisión histórica de la película pero fue en vano. Herzog afirma que esta narrativa probablemente se habría incluido si la hubiera conocido antes. En la vida real Dengler hablaba inglés con acento alemán, para esta película Bale habló con acento estadounidense.
La película es una interpretación histórica de Werner Herzog. El director decidió el rumbo histórico representativo para bien de una presentación dramática cinematográfica.

## Música y banda sonora
La banda sonora original para Rescue Dawn, fue lanzada por Milan Records el 26 de junio de 2007. Cuenta con canciones de música clásica compuesta con el uso considerable de violonchelo y piano. La música para la película fue orquestada por Klaus Badelt. Las canciones originales fueron escritas por artistas como Ernst Reijseger, Patty Hill, Craig Eastman, Jack Shaindlin entre otros, han sido utilizados en el diálogo entre disparos durante toda la película. Peter Austin editó la música de la película.
Listado de pistas:
| 1) Dieter's Theme                 | – (3:23). |
| 2) Journey                        | – (1:22). |
| 3) Hope                           | – (5:28). |
| 4) Sign This                      | – (1:33). |
| 5) Gathering Rice                 | – (1:48). |
| 6) The Plan                       | – (2:24). |
| 7) After The Fire                 | – (1:56). |
| 8) Rain                           | – (2:58). |
| 9) Operation Rescue Dawn          | – (2:43). |
| 10) It's Him                      | – (4:07). |
| 11) Keep Your Head Down           | – (0:54). |
| 12) America Gave Me Wings         | – (1:58). |
| 13) Mirror                        | – (1:46). |
| 14) Sleepwalkers                  | – (2:42). |
| 15) Rescue                        | – (4:45). |
| 16) Lights (Rescue Dawn Version). | – (4:20). |
| 17) Dieter's Theme Reprise        | – (1:49). |
| 18) This Is How I Remember Him    | – (2:35). |

## Recepción
En Estados Unidos la cinta fue muy bien acogida por la crítica, elevándose al 90% su nivel de aceptación en el sitio especializado Rotten Tomatoes. Desde el punto de vista comercial, la producción fue sin embargo deficitaria, elevándose sus costos a U$ 10 millones para una recaudación de U$ 7.177.143.